# Indonésia nos Jogos Olímpicos de Verão da Juventude de 2010
A Indonésia participou dos Jogos Olímpicos de Verão da Juventude de 2010 em Singapura. Sua delegação foi composta por 14 atletas que competiram em sete esportes. O país conquistou uma medalha de bronze.

## Medalhistas
| Medalha | Nome         | Esporte        | Evento             | Data         |
| ------- | ------------ | -------------- | ------------------ | ------------ |
| Bronze  | Dewi Safitri | Halterofilismo | Até 53 kg feminino | 16 de agosto |

## Badminton
| Evento            | Atleta        | Fase de grupos | Fase de grupos                                | Fase de grupos                          | Fase de grupos                     | Fase de grupos | Quartas-de-final                             | Semifinais  | Final       | Pos. final  |
| Evento            | Atleta        | Grupo          | 1ª rodada                                     | 2ª rodada                               | 3ª rodada                          | Pos.           | Quartas-de-final                             | Semifinais  | Final       | Pos. final  |
| ----------------- | ------------- | -------------- | --------------------------------------------- | --------------------------------------- | ---------------------------------- | -------------- | -------------------------------------------- | ----------- | ----------- | ----------- |
| Simples masculino | Evert Sukamta | B              | JPN Kento Horiuchi V 2-1 (21-7, 14-21, 21-13) | SUR Irfan Djabar V 2-0 (21-4, 21-10)    | CAN Henry Pan V 2-0 (21-17, 21-13) | 1º             | KOR Kang Ji-wook D 1-2 (11-21, 21-14, 13-21) | Não avançou | Não avançou | Não avançou |
| Simples feminino  | Renna Suwarno | D              | NZL Victoria Cheng V 2-0 (21-15, 21-5)        | PER Katerine Winder V 2-0 (21-9, 21-12) | CHN Deng Xuan D 0-2 (11-21, 20-22) | 2º             | Não avançou                                  | Não avançou | Não avançou | Não avançou |

## Ciclismo
| Prova                     | Equipe                | Corta-mato | Corta-mato | Contra-relógio | Contra-relógio | BMX  | BMX   | Estrada masculino[n1] | Pontos | Pos. final |
| Prova                     | Equipe                | Fem.       | Masc.      | Fem.           | Masc.          | Fem. | Masc. | Estrada masculino[n1] | Pontos | Pos. final |
| ------------------------- | --------------------- | ---------- | ---------- | -------------- | -------------- | ---- | ----- | --------------------- | ------ | ---------- |
| Equipes mistas combinadas | Destian Satria        |            | 72         |                |                |      |       | Não completou         | 335    | 24º        |
| Equipes mistas combinadas | Elga Kharisma Novanda | 36         |            | 32             |                | 21   |       |                       | 335    | 24º        |
| Equipes mistas combinadas | Ongky Setiawan        |            |            |                | 30             |      |       | Não completou         | 335    | 24º        |
| Equipes mistas combinadas | Suherman Heryadi      |            |            |                |                |      | 72    | 72                    | 335    | 24º        |

↑  Na prova de estrada apenas a melhor pontuação foi considerada.

## Halterofilismo
| Evento              | Atleta       | Peso corporal (kg) | Arranque (kg) | Arranque (kg) | Arranque (kg) | Arranque (kg) | Arremesso (kg) | Arremesso (kg) | Arremesso (kg) | Arremesso (kg) | Total (kg) | Pos. final        |
| Evento              | Atleta       | Peso corporal (kg) | 1             | 2             | 3             | Res.          | 1              | 2              | 3              | Res.           | Total (kg) | Pos. final        |
| ------------------- | ------------ | ------------------ | ------------- | ------------- | ------------- | ------------- | -------------- | -------------- | -------------- | -------------- | ---------- | ----------------- |
| Até 53 kg feminino  | Dewi Safitri | 51,32              | 70            | 71            | 76            | 71            | 95             | 100            | 103            | 100            | 171        | Medalha de bronze |
| Até 62 kg masculino | Zainudin     | 61,05              | 100           | 105           | 107           | 107           | 132            | 132            | 137            | 132            | 239        | 5º                |

## Natação
| Evento                    | Atleta           | Qualificação | Qualificação | Semifinais  | Semifinais  | Final       | Final       |
| Evento                    | Atleta           | Resultado    | Posição      | Resultado   | Posição     | Resultado   | Posição     |
| ------------------------- | ---------------- | ------------ | ------------ | ----------- | ----------- | ----------- | ----------- |
| 200 m borboleta masculino | Arnoscy Siahaan  | 2:09.46      | 20º (7º q1)  |             |             | Não avançou | Não avançou |
| 100 m livre feminino      | Patricia Hapsari | 58.85        | 24º (1º q3)  | Não avançou | Não avançou | Não avançou | Não avançou |
| 200 m medley feminino     | Ratna Marita     | 2:23.92      | 16º (5º q4)  |             |             | Não avançou | Não avançou |

## Taekwondo
| Evento                  | Atleta       | 1ª rodada    | Quartas-de-final    | Semifinais  | Final       | Pos. final |
| ----------------------- | ------------ | ------------ | ------------------- | ----------- | ----------- | ---------- |
| Mais de 73 kg masculino | Macho Hungan | Sem oponente | CHN Liu Chang D 2-7 | Não avançou | Não avançou | 7º         |

## Tênis
| Evento           | Atleta             | 1ª rodada                              | Torneio de consolação  | Torneio de consolação | Torneio de consolação | Torneio de consolação | Pos. final  |
| Evento           | Atleta             | 1ª rodada                              | 1ª rodada              | Quartas-de-final      | Semifinais            | Final                 | Pos. final  |
| Evento           | Atleta             | Oponente Resultado                     | Oponente Resultado     | Oponente Resultado    | Oponente Resultado    | Oponente Resultado    | Pos. final  |
| ---------------- | ------------------ | -------------------------------------- | ---------------------- | --------------------- | --------------------- | --------------------- | ----------- |
| Simples feminino | Grace Sari Ysidora | CZE Denisa Allertova D 0-2 (3-6 e 2-6) | JPN Sachie Ishizu D WO | Não avançou           | Não avançou           | Não avançou           | Não avançou |

| Evento           | Atleta                                   | 1ª rodada                                             | Quartas-de-final   | Semifinais         | Final              | Pos. final |
| Evento           | Atleta                                   | Oponente Resultado                                    | Oponente Resultado | Oponente Resultado | Oponente Resultado | Pos. final |
| ---------------- | ---------------------------------------- | ----------------------------------------------------- | ------------------ | ------------------ | ------------------ | ---------- |
| Duplas femininas | Grace Sari Ysidora e THA Luksika Kumkhum | JPN Sachie Ishizu JPN Emi Mutaguchi D 0-2 (1-6 e 4-6) | Não avançou        | Não avançou        | Não avançou        | --         |

## Tiro com arco
| Evento              | Atleta                                | Qualificatória | Qualificatória | 1ª rodada                                   | Oitavas-de-final   | Quartas-de-final   | Semi-finais        | Final              | Pos. final |
| Evento              | Atleta                                | Resultado      | Pos.           | Oponente Resultado                          | Oponente Resultado | Oponente Resultado | Oponente Resultado | Oponente Resultado | Pos. final |
| ------------------- | ------------------------------------- | -------------- | -------------- | ------------------------------------------- | ------------------ | ------------------ | ------------------ | ------------------ | ---------- |
| Individual feminino | Erwina Safitri                        | 601            | 14º            | JPN Mai Okubo D 4-6                         | Não avançou        | Não avançou        | Não avançou        | Não avançou        | --         |
| Equipes mistas      | Erwina Safitri e UKR Vitaliy Komonyuk |                |                | EGY Aya Kamel/ NED Rick van den Oever D 5-6 | Não avançou        | Não avançou        | Não avançou        | Não avançou        | --         |